# Croton barahonensis
Espèce
Classification APG III (2009)
Croton barahonensis est une espèce de plantes à fleurs du genre Croton et de la famille des Euphorbiaceae, présente en République dominicaine.